# Baskijski seoski športovi
Baskijski seoski športovi, zvani Herri Kirolak na baskijskom ili Deportes rurales na španjolskom, je termin koji se koristi za niz športskih natjecanja ukorijenjenim u tradicionalnim načinu života baskijskog naroda. Force Basque je pojam koji se koristi na francuskom jeziku.
Gotovo svi regionalni seoski baskijski športovi imaju svoje podrijetlo u dvama glavnim povijesne zanimanjima, baserritarra (farmer) i arrantzalea (ribar), s većim postotkom koji potječe iz seoske pozadine. Društvene promjene u Baskiji učinile su mnoga od tih zanimanja tehnički zastarjelima u 19. i 20. stoljeću. Manji dio njih i dalje postoje kao seoske ili pomorske aktivnosti vezane uz svakodnevni život i postale su jako rijetka, ali su se ummesto toga uspjela pretvoriti u popularne športove, od kojih su neki postali izuzetno popularni.
Pobjednici dobivaju baskijsku beretku (boina  ili txapela) kao trofej, stoga baskijske riječ za "prvaka" - txapeldun, doslovno znači "onaj koji ima beretku".
Klađenje, i od strane natjecatelja i publike, vrlo je često i popularno na takvim događanjima na sjeveru Španjolske.

## H18K seoski športovi
Godine 2006. Baskijska je Vlada identificirala 18 određenih seoskih športova, zvanih H18K, u svojem Strateškom planu za promociju. Tih 18 kategorija su (abecednim redom):

### Aizkora proba (sječenje drva)
Doslovno "testiranje sjekire", seoski sport „aizkolaritza“   iz baskijske riječi za drvo-sjekača. To je vrlo popularan sport danas, ali svoje korijene nalazi u seskom sječenju drva i spravlajnju drvenog ugljena.
U ovom natjecanju, rezač mora sjeći kroz niz debla raspoređenih u redovima na terenu što je brže moguće, dok stoji na balvanu.
Ovaj sport je često viđen po ljetnim na lokalnim svečanostima i plesovima na otvorenom, koji se održavaju po mjestima diljem zemlje.

### Giza-abere probak (igre vučenja)
Ovo je šport za ispitivanje životinja i ljudi te je skupni naziv za niz športova u kojima su ljudi i životinje uključeni u povlačenje teških utega. Postoje četiri glavne kategorije:
- Giza probak (ljudsko testiranje), gdje ljudi pokušavaju vući teške terete, obično veliki kamen, preko određene udaljenosti
- Zaldi probak (konjski testovi) - isto kao Giza probak ali s konjima
- Idi probak (testovi goveda) - isto kao Giza probak ali s volovima
- Asto probak (testovi magaraca) - isto kao Giza probak ali magarcima

Ovi se obično odvijaju na posebno izgrađenim ispitnim terenima. Cilj je pokriti određenu udaljenost u određenom roku, ili pokriti što više krugova moguće. Idi probak su daleko najpopularniji u ovoj kategoriji.

### Harri jasotzea (dizanje kamenja)
Dizanje kamena je jedan od najpoznatijih baskijskih seoskih športova izvan Baskije, uglavnom zahvaljujući Iñakiju Perureni- harrijasotzaileu iz Leitze u Navari, koji je prvi podigao kamen preko 300 kg.
Obično se dva podizača kamena natječu u svakom natjecanju, naizmjence nastojeći u jednom ili nekoliko pokušaja, kamen podići najveći mogući broj puta. Podizanje se smatra uspješnim kad  je kamen pravilno uravnotežen na ramenu. Početkom 20. stoljeća standardizirana su četiri najčešće se korištene vrste kamena i to u obliku kvadra, cilindra, kugle i kocke. Kamenje je tradicionalno izrađeno od granita, amasa im je obično u rasponu od 100 kg do 212 kg. Uz aizkolaritzom (sječu drva), dizanje kamena je još jedan primjer seoskog športa koji se izvodi po lokalnim svečanostima diljem Baskije.

### Harri zulaketa (bušenje rupa)
Bušenje kamena uključuje natjecanje u bušenje rupa u stijeni. Timovi od trojice natječu se jedni protiv drugih. Oni se izmjenjuju u korištenju duge metalne motke (zvane laztabin) bušeći rupu u velikoj stijeni na kojoj stoje, izlijevajući vodu po radnoj površini, dok se treća osoba odmara.
Ova tradicija seže do kamenolomskih aktivnosti po Biskaji i okolo nje, osobito u Biskaji. Na španjolskom oni se nazivaju  barrenadores  (bušači) i povremeno na baskijskom barrenatzaileak (bušači, od španjolske riječi).

### Ingude altxatzea (podizanje nakovnja)
Podizanje nakovnja zahtijeva od natjecatelja podizanje željeznog nakovnja mase 18 kg 30 cm iznad visine od svoje vlastite glave onoliko puta koliko je moguće u određenom vremenskom razdoblju. Nakovanj ima oblik tupog trokuta s panja na jednom kraju ili izduženog T oblika i tradicionalno se koristi u potkivanju konja. Prvaci uspiju podići 80-ak puta u 2 minute.
U španjolskom se to zove alzamiento de yunque, a na francuskom lever d’enclume.

### Lasto altxatzea (podizanje bala sijena)
Doslovno podizanje bale sijena, ova igra uključuje podizanje bale sijena uz pomoć remenice.
Natjecanje se obično sastoji od podizanja bale što je češće moguće unutar određenog vremenskog razdoblja, najčešće 2 minute. Bala mase 45 kg u muškim natjecanjima i 30 kg u ženskim. 
Najteži dio je balu podići na potrebnu visinu prvi put. Jednom kad se to postigne, natjecatelji puštaju bale u slobodni pad,  hvatajući konopac i skačući gore u odgovarajućem trenutku prikladno koristeći svoju vlastitu masu za dizanje bala kad oni padaju prema tlu. Potrebna je vještina kako bi se izbjegle opekline od užeta ugrijanog trenjem. Neupućenom  promatraču može se činiti da se natjecatelji ljuljaju na užetu crkvenog zvona.
Na španjolskom se to zove dizanje bala levantamiento de fardo, a lever de paille na francuskom.

### Lasto botatzea (bacanje bala)
Bacanje bala sijena je vezano na lasto altxatzea. Ovdje bala sijena mora biti bačen preko šipke određene visine uz pomoć vila. Za muškarce visina je normalno 7 m, 5 m za žene, a bala treba pogoditi zvono da bi se bacanje priznalo.
Ovaj sport je vrlo sličan škotskom bacanju snopova. Na španjolskom se to zove lanzamiento de fardo.

### Lokotx biltzea (skupljanje klipova)
U natjecanju prikupljanja klipova, također zvanoj buskail biltzea, klipovi su smješteni na 1,25m udaljenosti u nizu,  većinom 25 njih u nizu. Igra se može igrati do 50, 75 ili 100 klipova u slučaju slučaju kad su natjecatelji smješteni u 2, 3 ili 4 skupine. Natjecatelji ih moraju skupljati redom i staviti ih u koš na jednom kraju reda.
Na španjolskom se zove recogida de mazorcas a naravno des épis de maïs na francuskom.

### Ontzi eramatea (nošenje tekućine)
Ovdje se obično nose kante mlijeka i vrlo je slično natjecanju eramatea txinga.  Natjecatelji nose 41 kg mlijeka u svakoj ruci koliko daleko mogu. Ova igra se također zove  esneketariak.

### Orga jokoa (igra kolica)
"Igra volovskih kola" je prikaz snage. Natjecatelji moraju podići stražnji dio volovskih kola mase 360 kg 40 cm iznad tla. Kola se zakreću prema tlu na prednjem kraju i natjecatelji ih moraju okretati, pokušavajući ići okolo koliko puta je to moguće.
Također se na baskijskom jeziku zove andartza. Na španjolskom i francuskom to se zove podizanje kolica (levantamiento de carro tj. lever de charette).

### Sega jokoa (košenje)
Doslovno "igra kose", ovaj šport je također poznat kao segalariak (kosci), Sega Proba (proba kose), Sega apustua (oklada kose) ili segalaritza (košenje). Najraniji spomen ovog športa dolazi iz bertsoa datiranog 1880. godine o natjecanju u Iturriotzu, Gipuskoa.
U ovom športu natjecatelji (segalari) se ili natječu u košnji rezanje trave u datom vremenskom periodu (obično jedan sat) ili ako su sve parcele trave iste veličine, natječu se tko će je najbrže pokositi. Danas natjecanje obično traje jedan sat, ali se održavaju i dvosatna natjecanja. Na kraju, trava se pograbi i balira za određivanje pobjednika. Tradicionalno, kao i kod većine s baskijskim športova, natjecatelje prati i klađenje.
Postoji nekoliko stvarnih rekorda u ovom športu kao što jako puno ovisi o terenu i stoga su teški za usporedbu. No, jedan broj segalarija je svejedno stekao slavu, na primjer, legendarni Pedro Maria Otaño Ezeitza, poznatiji kao Santa Ageda iz Beizama koji je bio aizkolari i natjecao se do 1915. Još jedan događaj bio je natjecanje 1925. u Iturriotz kada su se, pred 6000 gledatelja, Pedro Mendizabal iz Aia i Jose Arrieta iz Urniete borili jedan protiv drugog. Legenda kaže da je više od 150.000 peseta potrošeno na klađenje. Mendizabal je pobijedio, pokosivši 4294 kg trave u dva sata protiv suparnika koji je pokosio 3957 kg.
Korištenje kosa je još uvijek široko rasprostranjeno jer su i danas mnogi pašnjaci prestrmi za moderne poljoprivredne strojeve. Pristojan Segalari može pokositi nekih 5000m2 u jednom danu.
U španjolskom to jednostavno zove žetva (siega).

### Sokatira (Potezanje konopa)
Potezanje konopa je također tradicionalno u Baskiji. Obično se dvije ekipe od osam natječu, pokušavajući odvući drugi tim preko linije povlačeći užeta.
Postoje slobodna natjecanja u kojem se zanemaruju masa natjecatelja i više strukturirani događaji u kojima postoje kategorije mase od 525 kg, 560 kg, 640 kg i 720 kg po timu. Maloljetni timovi su uvijek ispod 560 kg. Označene su tri linije na terenu, srednju liniju i paralelna na 2m udaljenosti da dva više. Maksimalna duljina užeta je 32m s oboda između 10-12.5 cm. Postoji pet markera na užetu, crveni marker u sredini, 2m od crvenog markerom na obje strane su bijele oznake i 5m s obje strane onih koji su plavih oznaka. Cilj je da plava oznaka protivničke momčadi dođe preko vlastite 2-metarske linije. Ruke uvijek mora biti na užetu, i ne može ih podupirati nijedan drugi dio tijela, ili biti slobodne. Samo je posljednjem članu dozvoljeno omotati uže oko tijela.
Na španjolskom se to zove sogatira a na francuskom  tir à la corde.

### Trontza (piljenje)
Natjecanje piljenje, koje se naziva trontzalaritza ili arpana, smatra se kao varijacijom aizkolaritze i uključuju rezanje kroz komada drveta. Trupac je učvršćen vodoravno na kozliću za piljenje drva na visini od 40 cm ili pod kutom na jednom kraju preko nogare za sječenje drva te dva člana tima sjede na donjem kraju da bi stabilizirali trupac, dok duga dva rukuju pilom. Pila je obično duga 2m, trupci variraju, ali mogu biti i preko 1 m opsega i obično između 10 do 20 u broju.
Na španjolskom se to zove rezanje trupaca (corte de troncos ili samo tronza)  a na francuskom scieur de bois.

### Txinga eramatea (nošenje utega)
U natjecanju nošenja utega, uteg se mora provesti s obima rukama štoo dalje moguće. Obično ne postoji vremensko ograničenje, ali utezi teže svaki 50–100 kg i ne smije ih se podupirati bilo kojiim dijelom tijela. Natjecatelji mogu samo držati ručke na užetu, ali ne smiju stavljati ruke kroz njih. Mogu se donijeti vlastiti utezi, ali ih suci moraju unaprijed provjetiti. Cilj je učiniti što je više moguće obilazaka trga od 28 m2. Može se postaviti svoj vlastiti tempo i može prestati (bez stavljanja utega prema dolje) a prvaci postižu između 400-500m. Slično je natjecanju iz nošenja stapova.
Riječ eramatea se u raznim dijalektima pokazuje i kao eruteaili eroatea.

### Zaku eramatea (nošenje vreća)
Nošenje vreća, zvano i zaku lasterketa (utrka vreća) zahtijeva od sudionika i brzinu i izdržljivost. To je obično u obliku štafete u timovima od 3 gdje trkači nose teške vreće preko ramena. Ovisno o području, vreće sadrže različite stvari od kruha do graha i obično teže 60, 75 ili 80 kg.
Na španjolskom se to zove utrke krijumčara (carreras de contrabandistas) ili utrka u vrećama (or carrera con saco) a na i francuskom course de sac.

## Drugi športovi
Pored navedenih kategorija uključenih u skupinu H18K, postoji niz drugih ruralnih i tradicionalnih baskijskih športova, od kojih su neki vrlo popularna unutar i izvan Baskije. Neki su autohtoni, neki također se javljaju u područjima u susjedstvu Baskije ili drugim kulturama širom svijeta.

### Ahari topeka (borba ovnova)
Borbe ovnova, koje se također nazivaju ahari apustuak (oklada ovnova) i ahari talka (čekić ovnova) su vrlo popularne diljem doline Urola bazena u gradovima kao što su Azpeitia (od listopada do lipnja) i Arroa. Oni su također i test snage testirali snagu i izdržljivost ovnova, koji koriste svoju prirodnu sklonost borbi s ostalim ovnova.
Ovnovi se treniraju i hrane raznim tajnim dijetama koje uključuju stvari poput graha, jabuke, crnog vina, mrkve ili žumanjka. Osnovna borba traje najmanje 8 ekintaldi (napada), koji se nazivaju kintze (od španjolskog quince "15"), a najbolji ima 8 pobjeda. Kako bi postigao bod, ovan mora udariti u protivnikovu glavu ili rogove. Ako ovan bježi na početku, vlasnik ga dopustio dovesti jednom natrag u ring jednom. Postoje zapisi o okladama s više od 100 napada, ali oni su rijetki danas.
Iako se za najjače ovnove govori da dolaze iz planinskog područja Aralar Mendilerroa između Gipuskoe i Navare,  također se govori da su previše blagi tako da se odabiru ovnovi iz regije oko Urbasa, Andia i Gorbeia.
Baskijska vlada je izdala kontroverznu zabranu Iurreta ahari topekas godine 2007. godini na temelju dobrobiti životinja.
Ovaj sport se na španjolskom zove peleas de carneros.

### Aitzur jaurtiketa (igra motike)
Igra se sastoji od bacanja motike.
Na španjolskom se zove  lanzamiento de azada, a na francuskom lancer de houe.

### Antzar jokoa (igra guske)
Postoje dvije varijante ove igre, ovisno o tome igra li se u gradu na moru ili kopnu. U gradu na moru, dug konop je razapet između stupa na rivi i jarbola broda. Mrtva guska (prethodno su koristile žive guske) je obješena glavom prema dolje na sredini užeta. Timovi sada moraju veslati a određena osoba mora skočiti, zgrabiti guski, objesiti se na konopac i pokušati ukloniti glavu prije pada. U isto vrijeme, mornari na oba kraja užeta pokušavaju trešnjom srušiti penjača. Tim koji sakupi najviše glave pobjeđuje. U unutarašnjosti, uže se pričvršćuje iznad tla, a isti cilj se mora biti postići s konjem.
Najpoznatije natjecanje se održaje u gradu Lekeitio na Antzar Eguna (Dan guske), koji se održaje između 1-8 rujna seže najmanje do 1877. godine, kada su se natjecali samo mornari. Također se slavio na ostale dane u drugim selima, ponekad (na primjer, u Gerniki) korištenjem kokoši umjesto gusaka.
Na španjolskom se zove juego de gansos a na francuskom kao jeu d'oie.

### Ardi ile moztea (šišanje ovaca)
Šišanje ovaca također postoji u baskijskim seoskim športovima i radi se slično kao i kod drugih natjecanja šišanja ovaca. Ardi ile moztea prevodi kao "šišanje ovčje vune", a to je također poznat kao Ardi moztea "šišanje ovaca".

### Asto arineketan (utrke magaraca)
Slično kao i konjske utrke ali s magarcima.

### Blankolari (pucanje)
Pucanje sačmaricom je posebno popularno u području oko Eibara u Gipuskoi.
Na španjolskom se to zove puntería con escopeta, na francuskom compétition avec escopette.

### Bola jokoa (kuglanje)
Baski imaju i vlastitu varijantu kuglanja po travi. Postoji veliki broj varijacija te igre, ali većina su slični čunjevima koje treba srušit kuglom.

### Espadrila jaurtiketa (bacanje espadrila)
Igra bacanja espadrila. Na španjolskom se zove lanzamiento de alpargata, a na francuskom  lancer d'espadrille.

### Estropadak (natjecanja u veslanju)
Vrlo popularno natjecanje u veslanju duž obale Biskajskog zaljeva i sjeverne obale Iberskog poluotoka.
Ovaj sport potječe još iz dana kada su ribari morali doseći lovište brzo i vratiti se u luku što je brže moguće kako bi se postigla najbolja cijena.
Posada je sastavljena od trinaest veslača i kormilar. Brodovi se nazivaju pozvani traineru (trainera na španjolskom), te su izvedeni iz ribarskih brodova iz 19. stoljeća.
Najvažnije natjecanje u Biskajskom zaljeva tijekom ljeta održava se prve dvije nedjelje u rujnu: na Kontxako Bandera, gdje se najbolje momčadi natječu jedne protiv drugih, slijedeći višestoljetnu tradiciju. Tu je i regata u gotovo svakom primorskom mjestu između srpnja i listopada.

### Goitibeherak (utrka vozila kućne izrade)
U Baskiji je tradicija izrade auta kućne izrade barem od početka 20. stoljeća. Ime je kontrakcija od goitik-behera što znači "od vrha do dna". Za razliku od većine europskih auta kućne izrade, goitibeherak su trokolice i rane inačice su se jednostavno sastojale od trokutastog okvira na tri kotača ili čak strvinastim kugličniim ležajevima s daskom za sjedenje na kojima bi se djeca utrkivala niz padine u velikom broju baskijskih gradova.
Najranije dokumentirane utrke datiraju iz sredine 1970.-tih, kad su održane utrke na lokalnim festivalima. Prvo baskijsko nacionalno natjecanje održano je 1976. godine, i ona su uobičajeni događaje diljem Baskija danas. Jedan od najvećih događaja, Goitibehera Munduko Txapelketa (Svjetsko Goitibehera prvenstvo) prvi je put održano 1985. godine u Pamploni za vrijeme fešte San Fermínes te je otad održavano u nepravilnim intervalima, posljednji put 28. lipnja 2008. godine kad je održan IX. svjetsko prvenstvo.
Normalna auta kućne izrade zovu se Carreras de carrilanas na španjolskom, ali ova inačica se zove goitiberas i na španjolskom. Javljaju se u Baskiji i Urugvaju kamo su to izvezli baskijski iseljenici.

### Igel jokoa (igra žabe)
Igra žabe je barska igra koja se igra kako u Baskiji tako i izvan nje. U Baskiji, obično se igrao u baskijskim sagardotegiak (kućama jabukovače) i konoba. Cilj igre je osvojiti što više bodova moguće usmjeravanjem 10 metalnih diskova na žablju škrinju.
Škrinja se može staviti na brojne udaljenosti od igrača, obično 8-15 koraka. Na vrhu škrinje nalazi se željezna žaba s otvorenim ustima, mlin i most. Ispod je više praznih odjeljaka. U većini varijanti ako netko uspije pogoditi žablja usta,   dobije 50 bodova, 25 za dosezanje diska ispod mlina, 10 za most i 5 za bilo koju od sljedećih odjeljaka. Postoje i drukčiji sutavi bodovanja.
U neke škrinje ugrađene su prepreke u žabe, mlin i most kako bi igra bila teža. Diskovi koji pogode metu se prikupljaju na stražnjem dijelu škrinje preko niza metalnih cijevi.
Na španjolskom ova igra se zove juego de la rana u Španjolskoj i Čileu, juego de sapo u Peruu i Argentini, tiro al Sapo u Boliviji ili samo rana u Kolumbiji. Na francuskom se naziva jeu de la grenouille. U Engleskoj, to je poznato kao žaba u rupi.

### Korrika (utrka)
Utrka je također je popularan šport u Baskiji. Tu su široko govoreći dvije kategorije:
- utrke u arenama u krugu radijusa 15m. Natjecatelji pokušati završiti određeni broj krugova što je brže moguće.
- utrke duž zemlje, obično više od 10 km.

Vrlo popularna utrka, Korrika, održava se jednom godišnje u pomoć školama na baskijskom jeziku i prolazi sve dijelove Baskije. Cilj nije natjecanje, nego pribavljanja financijskih sredstava i osviješćivanju.
Varijanta od korrika su ibiltariak (šetači), brzo hodanje koje je bila osobito popularna u Navari u 19. i 20. stoljeću s hodačima koji nose abarkete, tradicionalnie baskijske kožne cipele, i cipele od lijeske.
Tradicionalni oblici trčanja korrike su u velikoj mjeri zamijenjeni suvremenim oblicima trčanja i utrkivanja.

### Kukaina (penjanje po trupcu)
Ova varijanta napuljske igre s masnim trupcem igra se obično igra na trupcu obješenom iznad vode. Komad tkanine pričvršćen na drugom kraju dvorišta i natjecatelji moraju pokušati doći do njega i vratiti ga. Varijanta koristi namašćen okomit stup. To također može biti napisane kukaña, riječ koja potječe od španjolske riječi cucaña, na francuskom monter du mat.

### Laiariak (laia natjecanje)
Ovo je natjecanje uključuje laia, poljodjelski alat sličana teškima dvozubim vilama, bilo s dugom ili kratkom drškom. Tradicionalno četiri ili pet članova oba spola od iz obitelji farmera baserri obitelji se odabiru za natjecanje u kojem je zadatak se prijeći zemljište što je brže moguće.
Varijacija je to laia lasterketa, a laia utrka u kojoj natjecatelji stoje na par laiak i trče, slično utrci na štulama.
Laia je bio vrlo raširen instrument za omekšavanje tla. S pojavom modernih strojeva, njegova upotreba je sada ograničena na ona područja gdje strojevi ne mogu doći, na primjer na visoke padine i povrtnjake.
Na španjolskom se to zove layadores ili layar, na francuskom kao Becher.

### Makil tira (povlačenje štapova)
U ovoj igri dva igrača sjede na zemlji dirajući nogama tlo, odvojeni daskama. Oba igrača se drže na štapu a cilj je podignuti protivnika na noge.
Na španjolskom se to zove Tiro del palo, na francuskom jeziku tir au bâton.

### Oilar jokoa (igra s kokošima)
Ovaj pojam u baskijskom pokriva dvije vrste igara s kokošima:
- borba pijetlova, koji je izvan zakona od godine 1926.
- igra u kojoj je kokoš zakopan do grla i povezanih očiju. Natjecatelji, i sami povezanih očiju također, imaju locirati pile vođeni glazbom txistularija ili bubnjara. U starim danima cilj je bio ukloniti glavu pileta nakon što je otkriveno, ali kad se danas, dovoljno je dodirnuti glavu. Najpoznatija oilar jokoa se održava u Legazpiju u lipnju i danas, ali igri je nekoć bila rasprostranjenija.

### Palanka jaurtiketa (bacanje metalnih šipki)
Bacanje metalne šipke je jedno od najpopularnijih i široko rasprostranjenih baskijskih športova. Njegova popularnost je opala tijekom 19. stoljeća. Nakon što je izumrlo u većini područja preživjelo je najduže u dijelovima Gipuzkoe do konačne propasti u 20. stoljeću.
Palankari (bacač) baca "palanku", tradicionalni rudarski alat mase između 8–25 kg koliko je dalje moguće. Koriste se različite tehnike bacanja, većina uključuje palankarije koji se vrte uokolo prije bacanje palanke. Neke tehnike po nazivu su:
- bueltaerdiz "s pola okreta"
- bularretik "od prsa"
- hankartetik "od između nogu"

Korijeni ovog sporta su u rudarstvu gdje su se palanke tradicionalno koristile za pripremu rupa u koju se potom stavljao eksploziv od 15. stoljeća nadalje. Kao zabavu, rudari bi se u predahu natjecali tko može teški alat baciti najdalje.
Zanimljivo, španjolski športaš Miguel de la Quadra-Salcedo koristio je tehniku bacanja kopolja koja se temelji na baskijskim tehnikama bacanja palanke na Olimpijskim igrama 1960. u Rimu. U početku je srušio svjetski rekord u bacanju koplja, njegov rekord je kasnije poništen kada je IAAF izmijenila svoja pravila isključujući tehnike koje u bilo kojem trenutku u vremenu uključuju sportaša ili koplje okrenuto prema publici.
Na španjolskom se ovo zove lanzamiento de barra ili barra vasca  a na francuskom lancement de bar de mina.

### Pegarra lasterketa (utrka bacača)
Ovaj sport uključuje vrč u baskijskom jeziku poznatog pod nazivima pegarra, bera, pedarra ili kantarue. To je tradicionalan keramički vrč koji je nalik debelom čajniku, promjera na dnu oko 20 cm, poklopca na vrhu promjera oko 10 cm i oko 30 cm visok. Može biti bilo ostakljen ili neostakljen, s jednim ili tri ručke (ako je dizajniran da visi), a tradicionalno se koristi za nošenje vode.
Nosi se na jastuku glavi pod nazivom burutea i cilj utrke je doći do cilja bez uspuštanja pegarre. Teško je utvrditi koliko je stara ovaj šport, ali jedan od najranijih zapisa o pegarri koja se koristi za nošenje vode na glavi datira iz Nizozemske knjige iz 1603. pod nazivom Theatrum Orbis Terrarum Abraham Orteliusa koja ima ilustraciju baskijske žene koja nosi pegarru.
Na španjolskom se to zove carrera de pedarras a na francuskom course de pedarras.

### Esku Pilota (Baskijska pilota)
Baskijski šport najpoznatiji izvan Baskije je baskijska pilota. To je baskijska inačica obiteljske igre s loptom koja pokriva squash, tenis, i pravi tenis, sve od njih smatra se da potječu iz Jeu de paume pa otuda da je srodna valencijskoj piloti.
No, glavna inovacija baskijske pilota je da igrači imaju zajedničku igralište i bacaju loptu u zid, što je indirektna igra, dok su druge igre u ovoj obitelji su uglavnom direktne igre gdje se igrači susreću jedan s drugim u dva odvojena polja uz odvojenu stranu mreže ili linije na terenu. Baski su počeli igrati pilotu neizravno tijekom sredine 19. stoljeća. Postoje različite varijacije baskijske pilote.
Dok su većina od najboljih svjetskih igrača Baski (bilo u španjolskoj ili francuskoj federaciji), ona nije ograničena na Baskiju, nego se igra i u Kastiliji, Rioji i mjestima kamo su Baski emigrirali, kao što su Meksiko (dom  frontenisa), Florida i Filipini.
Kao takav, on je bio je olimpijski egzibicijski šport u Parizu, Meksiku i Barceloni.
Na španjolskom se zove Pelota vasca  a na francuskom pelote basque.

### Pulsolariak (obaranje ruku)
Baskijsko obaranje ruku slijedi manje-više ista pravila kakva postoje i drugdje po svijetu.

### Recortes
Oblik utrke s bikovima zove se errekorteak na baskijskom i recortes u španjolskom, i prakticira se u dijelovima Baskije, pogotovo u Navari.

### Soka-muturra (naganjanja bikova)
Ime ovog sporta doslovno prevodi kao "uže za njušku" (Soka "uže" i mutur "njuška"). Na španjolskom se naziva vaquillas ("telad"). Proizlazi iz tradicije, gdje se stoka namijenjena za klanje vodila kroz grad na dugim konopcima redovito na određeni dan u tjednu, koja varira od grada do grada. Povremeno bi se bik oslobodio na malo divljanje, manifestaciju pod nazivom karrera egitea (činjenje utrke), dok su gužve činile šport s bikovima. Od 14. stoljeća nadalje bikovi bi se namjerno puštali, u konačnici dovodeći do tradicije trčanja s bikovima. Također je poznat kao Soka-mutilen jokoa, dječačka igra s konopima.
Ponekad se odvija noću, sa svjetlima pričvršćenim na bikove, najvjerojatnije preteče zezen-suzko ili "vatreni bik". U zezen-suzko,  vatromet se priveže na bika i zapali.
Danas se ova igra ponekad također prakticira u arenama, bilo privremenim ili trajnim, koristiteći telad. Ako se koriste odrasli bikovi to kao uvod za borbu bikova korida, što je redovitaa značajka Utrke bikova u Iruñei / Pamploni.

### Toka
Ta igra uključuje bacanje malih predmete kao što su šljunak, lopta ili kovani novca preko udaljenosti, pokušavajući pogoditi metu, okomiti metalni stup.
Na španjolskom se zove Juego de la raya  a Jeu de la raie na francuskom.

### Txakur probak (iskušavanja pasa)
Natjecanja ovčarskih pasa su još jedan živi primjer baskijskog tradicionalnoog pastirskog života. Također se zovu artzain txakurren trebetasun lehiaketak ili "natjecanja vještina pastirskih pasa".
Natjecanja ovčarskih pasa u Baskiji su vrlo slična onima u drugim zemljama, a uključuju pse koji gone stado ovaca u tor. Tradicionalno se koristi euskal artzain txakurra ili baskijski ovčar, ali granični ovčari su također sve popularniji. Identificiranje najboljeg psa za uzgoj je važan dio ovih natjecanja. Glavna ovakva manifestacija se održava u Onatiju tijekom rujna.

## Vanjske poveznice
- | Logotip Zajedničkog poslužitelja | Zajednički poslužitelj ima stranicu o temi Baskijski seoski športovi |